# Affricata alveolo-palatale sonora
Una consonante affricata alveolopalatale sonora è una consonante affricata presente in molte lingue, che in base all'alfabeto fonetico internazionale è rappresentata con la sequenza [d͡ʑ] (in passato, con la legatura [ʥ]).

## Caratteristiche
L'affricata alveolopalatale sonora presenta le seguenti caratteristiche:
- il suo modo di articolazione è affricato, perché questo fono è dovuto alla sequenza di una fase occlusiva e di una fase fricativa;
- il suo luogo di articolazione deve essere alveolopalatale: perché tale consonante si pronuncia metà alveolare, metà palatale;
- è una consonante sonora, in quanto viene prodotta con la vibrazione delle corde vocali.

## Occorrenze

### Italiano
In italiano questo fonema non esiste, anche se assomiglia al fonema italiano /d͡ʒ/.

### Cinese
In cinese, questo fonema è reso a livello regionale come allofono della lettera  "j" come 渠 [d͡ʑy].

### Giapponese
In giapponese questo fonema è reso con la consonante ぢ (di, dzi) pronunciata [d͡ʑi], anche se ormai è stata assimilata al fonema じ [ʑi] o [ʒi], è oggi presente in dialetti regionali, oppure quando じ si trova in mezzo a una parola.